# Liste der Kulturdenkmale in Adelsheim

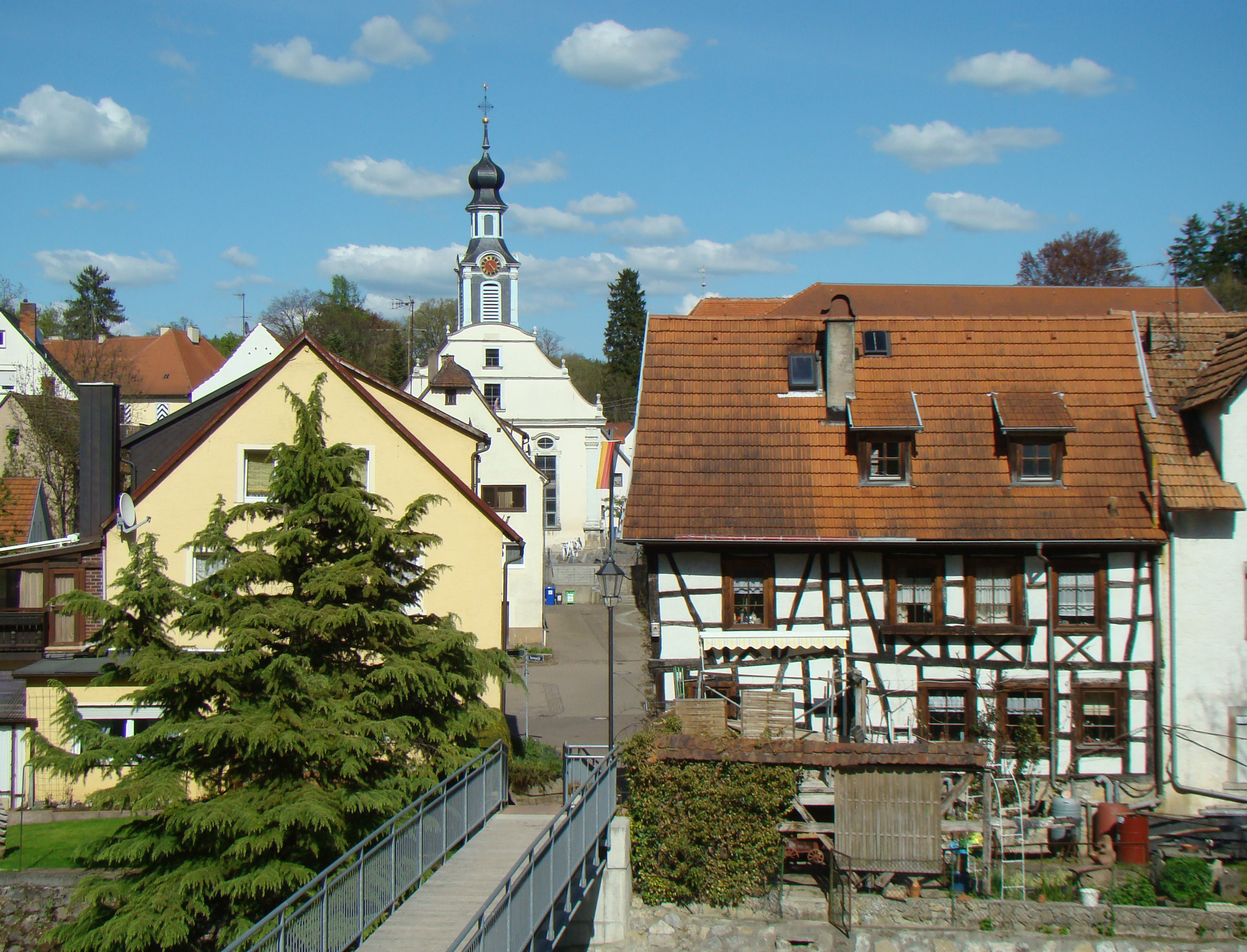

In der Liste der Kulturdenkmale in Adelsheim sind unbewegliche Bau- und Kunstdenkmale aller Stadtteile von Adelsheim aufgeführt. Zu Adelsheim gehören die Stadtteile Adelsheim, Leibenstadt und Sennfeld. Grundlage für diese Liste ist die vom Regierungspräsidium Karlsruhe herausgegebene Liste der Bau- und Kunstdenkmale.
Diese Liste ist nicht rechtsverbindlich. Eine rechtsverbindliche Auskunft ist lediglich auf Anfrage bei der Unteren Denkmalschutzbehörde der Stadt Adelsheim erhältlich.

## Allgemein
- Bild: Zeigt ein ausgewähltes Bild aus Commons, „Weitere Bilder“ verweist auf die Bilder im Medienarchiv Wikimedia Commons.
- Bezeichnung: Nennt den Namen, die Bezeichnung oder die Art des Kulturdenkmals.
- Lage: Straßenname und Hausnummer oder Flurstücknummer des Kulturdenkmals, gegebenenfalls auch den Ortsteil. Die Grundsortierung der Liste erfolgt nach dieser Adresse. Der Link (Karte) führt zu verschiedenen Kartendiensten mit der Position des Kulturdenkmals. Fehlt dieser Link, wurden die Koordinaten noch nicht eingetragen. Sind diese bekannt, können sie über ein Tool mit einer Kartenansicht einfach nachgetragen werden. In dieser Kartenansicht sind Kulturdenkmale ohne Koordinaten mit einem roten bzw. orangen Marker dargestellt und können durch Verschieben auf die richtige Position in der Karte mit Koordinaten versehen werden. Kulturdenkmale ohne Bild sind an einem blauen bzw. roten Marker erkennbar.
- Datierung: Baubeginn, Fertigstellung, Datum der Erstnennung oder grobe zeitliche Einordnung entsprechend des Eintrags in der zuständigen Denkmaldatenbank (Landesamt für Denkmalpflege Baden-Württemberg).
- Beschreibung: Kurzcharakteristik des Kulturdenkmals.

## Bau- und Kulturdenkmale der Stadt Adelsheim

### Adelsheim (Kernstadt)
Bau-, Kunst- und Kulturdenkmale in der Kernstadt Adelsheim (mit der Stadt Adelsheim und den Orten Hergenstadt und Wemmershof sowie den Höfen Dambergerhof und Seehof):

#### Adelsheim
| Bild           | Bezeichnung         | Lage                                  | Datierung       | Beschreibung | ID |
| -------------- | ------------------- | ------------------------------------- | --------------- | --- | -- |
|                | Polizeiposten       | Adelsheim, Kreuzgasse 13 (Karte)      | 1570            | Schlösschen, zweigeschossiger verputzter Massivbau mit hohem Walmdach, Kellerrundbogen bezeichnet mit 1606 (Wappen), Nebengebäude mit Wappenstein und Jahreszahl sowie Steinmetzzeichen, bezeichnet 1570, heute Polizeiposten. |    |
|                | Turm                | Adelsheim, Marktstraße 1/1 (Karte)    |                 | Rundturm bei der Stadtmühle am Kirnauufer, Fachwerkobergeschoss mit Zeltdach. |    |
|                | Stadtbefestigung    | Adelsheim, Marktstraße 2 (Karte)      |                 | Reste der Stadtmauer mit Befestigungstürmen. |    |
|                | Gasthaus            | Adelsheim, Marktstraße 7 (Karte)      | 1619            | Gasthaus „Zum güldenen Hirschen“, später Rathaus, dreigeschossiges stattliches Fachwerktraufenhaus mit Krüppelwalmdach, bezeichnet im Erdgeschoss sowie am rechten Eckständer im Obergeschoss 1619 (1619 als kaiserliche Posthalterei errichtet). |    |
|                | Stadtbefestigung    | Adelsheim, Marktstraße 13 (Karte)     |                 | Reste der Stadtmauer mit Befestigungstürmen. | BW |
| Weitere Bilder | Evangelische Kirche | Adelsheim, Marktstraße 16 (Karte)     | 1766            | Evangelische Stadtkirche, einschiffiger Bau mit geschwungenem Giebel, eckpilastern und Dachreiter, Westportal mit Wappen, Nordportal mit Inschriftfeld, bezeichnet 1766, renoviert 1848, 1881, 1909/10. |    |
|                | Wasserschloss       | Adelsheim, Marktstraße 22, 24 (Karte) | 1492            | Wasserschloss, Sennefelder- oder Unterschloss, dreigeschossige unregelmäßige Anlage mit Walmdach, ursprünglich drei Bauteile des Vorgängerbaus von 1492, nach dem Brand von 1734 zu einer Gesamtanlage zusammengefasst, im Kellergeschoss zwei Pfeiler mit Bauinschrift und Bauzeit (1734-1738, J.J. Rischer), Teile der ehemaligen Wasser- und Wehranlage (Rundtürme), Zufahrtsbrücke und Zugbrückenpfeiler vorhanden. |    |
| Weitere Bilder | Amtsgericht         | Adelsheim, Rietstraße 4 (Karte)       | 1864            | Amtsgericht, zweigeschossiger Werksteinbau mit Walmdach von 1864. Innentreppe. |    |
|                | Stadtbefestigung    | Adelsheim, Schloßgasse 4 (Karte)      |                 | Reste der Stadtmauer mit Befestigungstürmen. |    |
|                | Stadtbefestigung    | Adelsheim, Schloßgasse 6/1 (Karte)    |                 | Reste der Stadtmauer mit Befestigungstürmen. | BW |
|                | Friedrichsbau       | Adelsheim, Schloßgasse 14 (Karte)     | 19. Jh.         | Sog. „Friedrichsbau“, Wohnhaus, vorübergehend Rathaus. |    |
|                | Stadtbefestigung    | Adelsheim, Schloßgasse 14 (Karte)     |                 | Reste der Stadtmauer mit Befestigungstürmen. |    |
|                | Zehntscheune        | Adelsheim, Schloßgasse 14/1 (Karte)   | 1785            | Zehntscheune, eingeschossiger Putzbau mit Mansarddach, im nördlichen Giebelfeld aufgelegtes Fachwerk, Sanierung in 1980er Jahren, seit 1986 Bauländer Heimatmuseum, 1785 errichtet (Allianzwappen um 1780 am Eingang). |    |
|                | St. Jakobus         | Adelsheim, Torgasse 1 (Karte)         | 14. Jh.-15. Jh. | St. Jakobuskirche, einschiffiger spätgotischer Bau mit polygonalem Chor, angebaute Grabkapelle, bezeichnet über Westportal 1489, Traufseite 1498. Sehr qualitätvolle Ausstattung an Grabplatten, Gedenksteinen, Epitaphien des 14. bis 18. Jahrhunderts. Sakramenthäuschen. Kirchhof mit Teil der al-ten Umfassungsmauer, Epitaphien, Grabsteinen, Ölberg. (Sachgesamtheit).                                            |    |
|                | Stadtbefestigung    | Adelsheim, Torgasse 5 (Karte)         |                 | Reste der Stadtmauer mit Befestigungstürmen. |    |
|                | Stadtbefestigung    | Adelsheim, Torgasse 12 (Karte)        |                 | Reste der Stadtmauer mit Befestigungstürmen. |    |
|                | Stadtbefestigung    | Adelsheim, Torgasse 14 (Karte)        |                 | Reste der Stadtmauer mit Befestigungstürmen. |    |
|                | Stadtbefestigung    | Adelsheim, Torgasse 20 (Karte)        |                 | Reste der Stadtmauer mit Befestigungstürmen. |    |
|                | Stadtbefestigung    | Adelsheim, Turmgasse 7 (Karte)        |                 | Reste der Stadtmauer mit Befestigungstürmen. | BW |
|                | Stadtbefestigung    | Adelsheim, Turmgasse 9 (Karte)        |                 | Reste der Stadtmauer mit Befestigungstürmen. |    |
|                | Stadtbefestigung    | Adelsheim, Turmgasse 11 (Karte)       |                 | Reste der Stadtmauer mit Befestigungstürmen. |    |
|                | Stadtbefestigung    | Adelsheim, Turmgasse 13 (Karte)       |                 | Reste der Stadtmauer mit Befestigungstürmen. |    |
|                | Stadtbefestigung    | Adelsheim, Turmgasse 15 (Karte)       |                 | Reste der Stadtmauer mit Befestigungstürmen. |    |

#### Hergenstadt
Kulturdenkmale in Hergenstadt (einer Kleinsiedlung auf der Gemarkung der Kernstadt Adelsheim):

| Bild | Bezeichnung   | Lage                               | Datierung | Beschreibung | ID |
| ---- | ------------- | ---------------------------------- | --------- | ------------ | -- |
|      | Marienkapelle | Hergenstadt, Hergenstadt 1 (Karte) |           |              |    |

### Leibenstadt
Bau-, Kunst- und Kulturdenkmale in Leibenstadt:

| Bild | Bezeichnung          | Lage                                   | Datierung | Beschreibung | ID |
| ---- | -------------------- | -------------------------------------- | --------- | --- | -- |
|      | Ehemaliges Schulhaus | Leibenstadt, Vorstadtstraße 22 (Karte) | 1879      | Schulhaus, heute Wohnhaus, dreigeschossiger Werksteinbau mit Eckrustika und Zeltdach, bezeichnet im Obergeschoss 1879. | BW |
|      | Pfarrkirche          | Leibenstadt, Vorstadtstraße 28 (Karte) | 1838      | Evangelische Pfarrkirche, einschiffiger Emporenbau mit Glockenturm, erhaltenswerte Innenausstattung, bezeichnet 1838.  |    |

### Sennfeld
Bau-, Kunst- und Kulturdenkmale in Sennfeld (mit dem Dorf Sennfeld, den Orten Hof Bender und Roßbrunnerhof und den Wohnplätzen Hammermühle und Talmühle):

| Bild           | Bezeichnung         | Lage                              | Datierung | Beschreibung | ID |
| -------------- | ------------------- | --------------------------------- | --------- | --- | -- |
|                | Ehemaliges Rathaus  | Sennfeld, Hauptstraße 35 (Karte)  |           | Ehemaliges Rathaus |    |
|                | Synagoge            | Sennfeld, Hauptstraße 43 (Karte)  | 1836      | Synagoge, jetzt Heimatmuseum, 1836 in klassizistischen Formen erbaut (möglicherweise urspr. verputzt), zweigeschossiger Bruchsteinbau mit kräftig vorkragendem Satteldach, Sandsteingliederung regelmäßig, symmetrisch, teils mit Rundbögen; 1938 geschändet und die Innenausstattung zerstört, 1939 von Stadt gekauft, danach landwirtschaftliche Nutzung, nach Sanierung 1962/63 kulturelle Nutzung. |    |
| Weitere Bilder | Pfarrkirche         | Sennfeld, Kirchgasse 12 (Karte)   | 1615      | Ev. Pfarrkirche, 1615 (bez.) als Saalkirche mit Flachdecke und Unterzügen errichtet, östlich eingezogener Chorturm; im Saal geschnitzte Emporen, qualitätvolle Ausstattung (Ausmalung in Beschlagwerkformen, steinerne Kanzel mit Säulenfuß, Epitaphien, darunter der Stifterin Margaretha von Carben); zugehörig Friedhof mit Einfriedung und mehreren Grabsteinen des 18./19. Jh. (Sachgesamtheit).  |    |
|                | Schul- und Rathaus  | Sennfeld, Schillerplatz 2 (Karte) | 1723      | [ 18 ] | BW |
|                | Schloss Sennfeld    | Sennfeld, Schloßstraße 14 (Karte) | 1713      | |    |
|                | Obere Seckachbrücke | Sennfeld, Schloßstraße (Karte)    | 1732      | Bogenbrücke aus Muschelkalkstein mit 5 Bögen über die Seckach 1732 errichtet, Gesamtlänge 31 m, Gesamtbreite 4,6 m, von beiden Seiten leicht ansteigend zum Scheitelpunkt, weit herausragende Kanzeln. Mehrfach Sanierungen. |    |